# Marinekommando
Le Marinekommando, abrégé MarKdo (en français : quartier général de la marine) est le haut commandement de la marine allemande de la Bundeswehr, ainsi que le personnel de l'Inspekteur der Marine, le plus haut commandant de la marine. Cette entité est créée en 2012, résultant de la fusion de l'office de la Marine (Marineamt), de l'état-major de la marine (Führungsstab der Marine) et du commandement de la flotte (Flottenkommando), dans le cadre d'une réorganisation plus large de la Bundeswehr. Son siège est situé à Rostock, en Mecklembourg-Poméranie-Occidentale.

## Structure
Le commandement de la marine est dirigé par l'inspecteur de la marine gradé vice-amiral, il est assisté de l'inspecteur adjoint de la marine et commandant de la flotte, ainsi que du chef d'état-major des commandements de la marine.
Le commandement est structuré en cinq départements. Les forces de la marine sont affectées aux différents chefs de département.
- Forces navales
  - Einsatzflottille 1
  - Einsatzflottille 2
  - Marinefliegerkommando
- Planification
- Personnel, formation et organisation
  - Écoles de la marine
- Soutien aux opérations
  - Marineunterstützungskommando
- Service médical de la marine
  - Institut de médecine maritime de la marine